# Фаччини, Пьетро
Пьетро Фаччини (итал. Pietro Faccini; 1562, Болонья — 1 апреля 1602) — итальянский художник эпохи перехода от маньеризма к барокко.

## Жизнь и творчество
Согласно историку болонской школы живописи Карло Мальвазии, Пьетро Фаччини был учеником живописцев Лодовико и Аннибале Карраччи. Художественный «линейный» римский стиль он унаследовал от своих учителей, в то же время живопись П. Фаччини испытала влияние таких мастеров, как Тинторетто, Якопо Бассано, Антонио Корреджо и Федерико Бароччи. Документально подтверждено происхождение порядка двух десятков полотен художника.
В 1590 написал картину Мученичество св. Лаврентия, ныне находящуюся в церкви Сан-Джованни-ин-Монте в Болонье. Также является автором алтарных картин для базилики Сан-Доменико и церкви Санта-Мария-деи-Серви в 1593—1594 годах. Картины работы П. Фаччини можно увидеть также в Национальной пинакотеке в Болонье и во флорентийской галерее Уффици.
Среди учеников П. Фаччини следует назвать Агостино Мазуччи, Аннибале Кастелли, Доменико Мирандола и Джованни Тамбурини.

## Галерея
- Христос и Богородица со св. Франциском Ассизским (1600)
- Благовещение I (1600)
- Мистическое материнство св. Екатерины (1595)
- Благовещение II
- Св. Екатерина